# Iakovlivka, Peatîhatkî
Iakovlivka (în ucraineană Яковлівка) este un sat în comuna Holodiivka din raionul Peatîhatkî, regiunea Dnipropetrovsk, Ucraina.

## Demografie
Componența lingvistică a localității Iakovlivka
     Ucraineană (95,51%)
     Rusă (4,49%)
Conform recensământului din 2001, majoritatea populației localității Iakovlivka era vorbitoare de ucraineană (95,51%), existând în minoritate și vorbitori de rusă (4,49%).